# Stadtwerke Greifswald
Die Stadtwerke Greifswald GmbH ist vollständig im Besitz der Universitäts- und Hansestadt Greifswald stehendes Unternehmen zur Versorgung der Bevölkerung mit Strom, Gas, Trinkwasser und Fernwärme. Außerdem betreiben ihre Tochterunternehmen den Öffentlichen Personennahverkehr, das Sport- und Freizeitbad.

## Geschichte
1815 begann die Beleuchtung von Straßen und Plätzen der Stadt mit Stadtgas. 1858 erfolgte der Ausbau der innerstädtischen Gasversorgung. 1887 kam es zur Gründung der Wasserwerke und 1906 zur Gründung der Elektrizitätswerke. 1923 erfolgte die Gründung der Städtischen Werke Greifswald. Zu diesen Städtischen Werken gehörten neben den Wasser- und Elektrizitätswerken ein Asphalt- und Gaswerk, später auch der Schlachthof, das Theater und eine Badeanstalt.
Zwischen 1949 und 1953 überführte die Deutsche Wirtschaftskommission für die Sowjetische Besatzungszone auf Grund der Verordnung über die Neuordnung der Energiewirtschaft in der sowjetischen Besatzungszone (Energiewirtschaftsverordnung) von 22. Juni 1949 die Städtischen Werke in zentrale Verwaltung.
Die kommunale Selbstverwaltung wurde wieder per Gesetz vom 17. Mai 1990 möglich. Die Bürgerschaft der Hansestadt Greifswald beschloss am 20. Juni 1990 die Wiedergründung der Greifswalder Stadtwerke.
- Gründung der Stadtwerke Greifswald GmbH am 29. Mai 1991
- Gründung der Fernwärme Greifswald GmbH am 28. Juni 1991
- Gründung der Schwimmbad und Anlagen Greifswald GmbH am 28. Juni 1991
- Gründung der Bildungszentrums in Greifswald gGmbH (BiG) am 1. Februar 1992
- Gründung der Gasversorgung Greifswald GmbH (GVG) am 14. Februar 1992
- Gründung der Verkehrsbetrieb Greifswald GmbH am 26. März 1992
- Gründung der Wasserwerke Greifswald GmbH (WWG) am 17. Dezember 1992; Aufnahme des operativen Geschäftsbetriebes am 1. Mai 1993
- Gründung der Stromversorgung Greifswald GmbH (SVG) am 21. Dezember 1992; Aufnahme des operativen Geschäftsbetriebes am 1. Juli 1994
- Gründung der Grimmener Stadtwerke (GSW) am 5. Januar 2011
- Gründung der Energieerzeugungsgesellschaft Greifswald GmbH am 7. Juni 2011; Aufnahme des operativen Geschäftsbetriebes am 1. Januar 2012

- Abschluss der Rekommunalisierung durch vollständigen Anteilserwerb von Dritten:
- GVG zum 2. November 2012
- GSW zum 23. März 2015
- SVG zum 1. Januar 2016
- WWG zum 1. Januar 2016
- Die Stadtwerke Greifswald GmbH wurde am 1. August 2017 mit ihren Unternehmenstöchtern der Fernwärme-, Strom-, Gas- und Wasserversorgung sowie der Energieerzeugung und den Grimmener Stadtwerken verschmolzen. Gleichzeitig wurde ein Teil der Fernwärme Greifswald abgespalten und in Stadtwerke Greifswald Innovationsgesellschaft mbH umbenannt.

## Energieversorgung
In Mecklenburg-Vorpommern und insbesondere im Landkreis Vorpommern-Greifswald beliefert das Unternehmen über 70.000 Personen in Haushalten und Gewerbebetrieben mit Strom, Gas, Fernwärme und Trinkwasser. In Greifswald sind die Stadtwerke Greifswald Grundversorger für Strom und Gas und betreiben die Strom-, Gas-, Fernwärme- und Trinkwassernetze. Hinzu kommen das Trinkwassernetz in Gützkow, das Stromnetz in Wackerow sowie das Gasnetz in Grimmen.

### Strom
Der Netzbetrieb Strom unterhält ein rund 600 Kilometer langes Niederspannungsnetz. Über 9300 Hausanschlüsse wird die elektrische Energie in jeden Haushalt der Stadt Greifswald, der Gemeinde Wackerow und der Insel Riems geleitet. Dabei kommt Strom aus klassischen und umweltfreundlichen Energiequellen zum Einsatz. Zudem betreiben die Stadtwerke immer mehr Ladesäulen für Elektro-Fahrzeuge.

### Gas
Der Netzbetrieb Gas betreibt in der Stadt Greifswald und Grimmen ein rund 1562 Kilometer langes Niederdrucknetz. Über 6500 Hausanschlüsse in Greifswald und Grimmen werden mit Erdgas versorgt. Die Angebote der Erdgastarife reichen von der Grundversorgung bis hin zu ökologischen Varianten. Die Stadtwerke Greifswald betreiben zwei Bioerdgas-Tankstellen in Greifswald, in der Daniel-Teßmann-Straße 1 und An der Jungsfernwiese 8.

### Fernwärme
Der Netzbetrieb Fernwärme liefert über ein fast 100 Kilometer langes Leitungsnetz und über etwa 1250 Hausanschlussstationen an zwei Drittel aller Haushalte der Universitäts- und Hansestadt Greifswald die Wärme zur Heizung und Warmwasserbereitung. Durch Kraft-Wärme-Kopplung werden CO2-Emissionen vermieden. Die Stadtwerke Greifswald bieten zwei Versorgungsvarianten an. Kunden haben die Wahl zwischen einem eigenständigen Betrieb der Hausanschlussstation oder einer Installation und Unterhaltung durch die Stadtwerke.

### Trinkwasser
Der Netzbereich Wasser Die Wasserwerke Greifswald GmbH fördert über drei Millionen Kubikmeter Trinkwasser im Jahr. Über annähernd 320 Kilometer Leitungsnetz und über 8.340 Hausanschlüsse gelangt es in jeden Haushalt nach Greifswald und Gützkow.

### Energieerzeugung
Bereits seit Jahrzehnten wird ein Großteil der Stadt über ein Fernwärmenetz versorgt. Durch die KWK-Anlagen wird sowohl der Strom als auch die im Verbrennungsprozess anfallende Wärme genutzt, sodass der Brennstoffnutzungsgrad im Vergleich zu Kraftwerken ohne Abwärmenutzung deutlich erhöht ist. Allein dadurch werden beträchtliche Mengen an Brennstoff und demzufolge CO2-Emissionen eingespart. In einem kontinuierlichen Prozess  wird daran gearbeitet, die Emissionen  stetig zu verringern.
Am Rande der Stadt   im Gewerbegebiet stehen auf ca. 6 ha die Strom- und Energieerzeuger der Stadtwerke:
-Heizkraftwerk „Am Helmshäger Berg“ mit dem iKWK-System BHKW - Boddenluft und Großwärmepumpe sowie der Gasturbine (H2-ready)
-BHKW - Jungfernwiese
-BHKW - Süd
-iKWK-System   BHKW-Sonnenwärme mit der Gasturbine, Elektroheizkessel und der Solarthermieanlage
-Wärmespeicher

### Wassergewinnung
Das Trinkwasser für die Greifswalder und Gützkower Bürger wird in den Wasserwerken Groß Schönwalde (erbaut 1914), Hohenmühl (erbaut 2004) und Gützkow (erbaut 1967 und 1994 modernisiert) gewonnen. Insgesamt 21 Brunnen, die bis zu 50 Meter tief sind, werden für die Trinkwasserförderung in der Nähe der Wasserwerke genutzt.

## Weitere Geschäftsfelder

### Freizeitbad Greifswald
Das Freizeitbad Greifswald wird von der Schwimmbad und Anlagen Greifswald GmbH betrieben und hat jährlich über 200.000 Besucher. Im Hallenbad sind sechs Becken und ein Außenwasserbereich mit 1300 m² Wasserfläche vereint. Dazu gehören ein Sport- und ein Variobecken, ein Indoorspielplatz und Spiel- und Liegeflächen im Außenbereich. Neben dem Bäderbetrieb sind auch eine Saunalandschaft und Gastronomie in das Freizeitbad Greifswald eingegliedert. 2014 erhielt das Freizeitbad Greifswald den 1. Preis des Public Value Award.

### Öffentlicher Nahverkehr
Die Verkehrsbetrieb Greifswald GmbH betreibt den städtischen Öffentlichen Personennahverkehr (ÖPNV) in Greifswald. 13 Omnibusse, davon 12 Erdgasbusse, befördern jährlich über 2 Mio. Fahrgäste. Die Busse verkehren auf drei Linien mit insgesamt 68 km Fahrstrecke. Neben dem ÖPNV betreibt das Verkehrsunternehmen auch die im März 2011 gegründete Mobilitätszentrale am ZOB Greifswald.

## Unternehmensstruktur
Die Stadtwerke Greifswald GmbH befindet sich vollständig im Besitz der Universitäts- und Hansestadt Greifswald.
Die Stadtwerke Greifswald GmbH ist am 1. August 2017 mit ihren Unternehmenstöchtern der Fernwärme-, Strom-, Gas- und Wasserversorgung sowie der Energieerzeugung und den Grimmener Stadtwerken verschmolzen. Gleichzeitig wurde ein Teil der Fernwärme Greifswald abgespaltet und in Stadtwerke Greifswald Innovationsgesellschaft mbH umbenannt. Für den Verkehrsbetrieb und das Freizeitbad ist die Stadtwerke Greifswald GmbH 100-prozentiger Gesellschafter.

## Beteiligungen
Alleiniger Gesellschafter ist die Universitäts- und Hansestadt Greifswald. Die Stadtwerke Greifswald GmbH einziger Gesellschafter der Tochterunternehmen Verkehrsbetrieb Greifswald GmbH und Schwimmbad und Anlagen Greifswald GmbH.